# المجاعة الكبرى 1695-1697

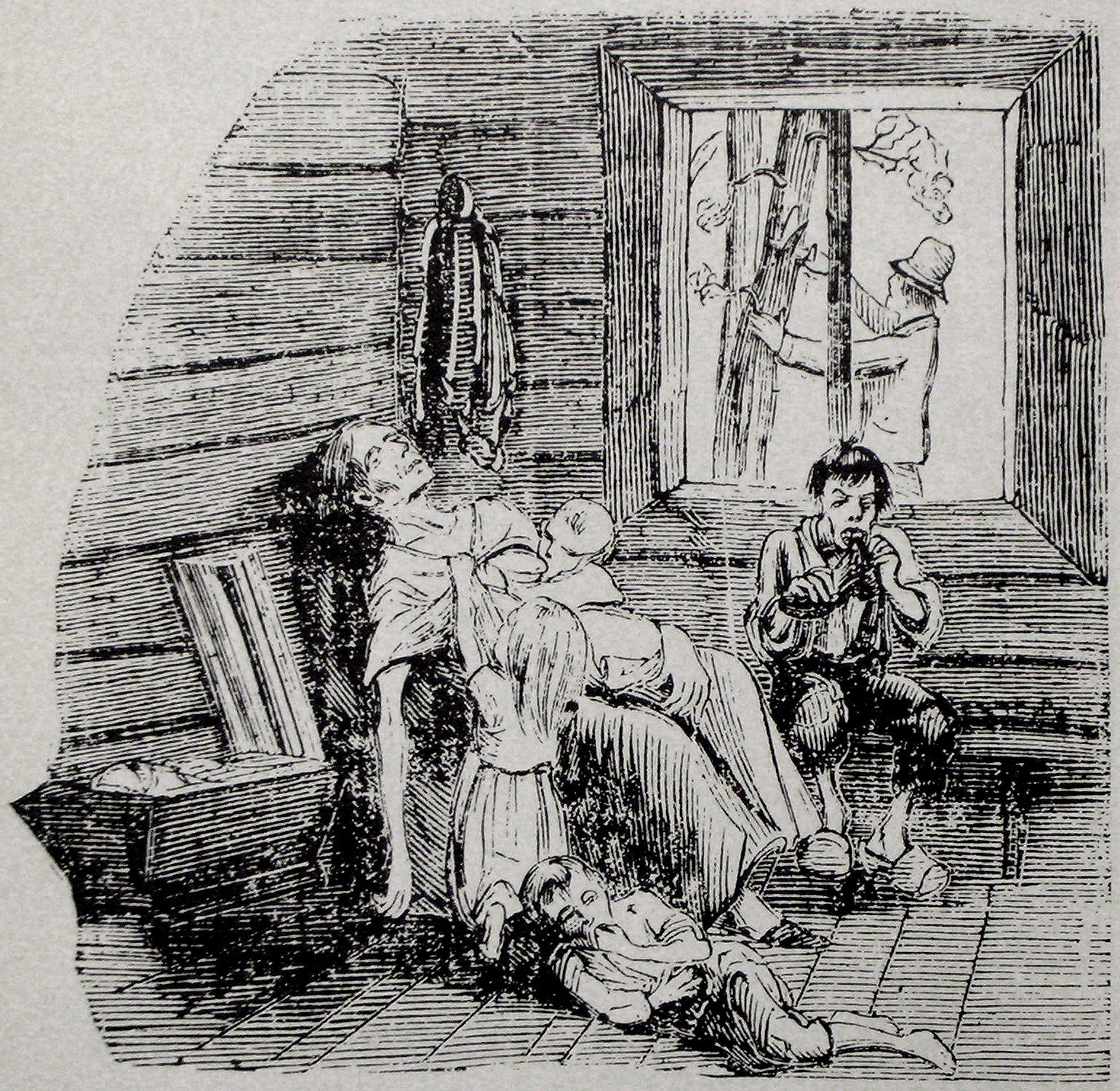
تجسيد مجاعة شمال السويد عام 1867: رسم توثيقي من صحيفة Fäderneslandet

المجاعة الكبرى (1695-1697)، أو ببساطة المجاعة الكبرى، كانت مجاعة كارثية أثرت على فنلندا وإستونيا (1695-1697)، ولاتفيا والنرويج (عام 1696) والسويد (1696-1698)، وجميعها كانت تابعة للإمبراطورية السويدية باستثناء النرويج. وكانت المناطق الأكثر تضررًا هي مقاطعة فنلندا السويدية ونورلند في السويد.
تزامنت المجاعة الكبرى التي حدثت في الفترة من 1695 إلى 1697 مع "السنوات السبع المرضية"، وهي فترة المجاعة الوطنية في إسكتلندا في تسعينيات القرن السابع عشر.